# حملة محافظة درعا
كانت حملة محافظة درعا التي بدأت في 14 نوفمبر 2011 وانتهت في 31 يوليو 2018 جزء من الحرب الأهلية السورية، وتألفت من عدة معارك وهجمات في محافظة جنوب سوريا.

## المعارك والهجمات
- اشتباكات محافظة درعا (2011–13): سلسلة من الاشتباكات العسكرية التي بدأت منذ مرحلة الانتفاضة المدنية في الحرب الأهلية السورية في عام 2011، حتى نهاية عام 2013. الجيش السوري الحر يسيطر على عدة مناطق.
- هجوم درعا لعام 2013: أطلقته المعارضة للاستيلاء على المناطق الحدودية في المحافظة.
- هجوم درعا (أكتوبر 2014) : المعارضة تسيطر على المزيد من الأراضي التي يسيطر عليها الجيش السوري.
- معركة الشيخ مسكين الأولى : سيطرت المعارضة على جزء من الشيخ مسكين من الجيش السوري.
- هجوم درعا (يناير 2015): سيطرت المعارضة على كل الشيخ مسكين.
- هجوم درعا والسويداء (يونيو 2015): سيطرت المعارضة على اللواء 52 ، الرخم، المليحة الغربية، حاجز الكوم والسككة.
- هجوم درعا (يونيو–يوليو 2015): الجيش السوري يقاوم هجوم المعارضة في مدينة درعا.
- معركة الشيخ مسكين الثانية: قوات الحكومة السورية تستعيد الشيخ مسكين من سيطرة المعارضة.
- هجوم درعا (مارس–أبريل 2016): سيطرت المعارضة على الأراضي التي يسيطر عليها التنظيم.
- هجوم درعا (فبراير–يونيو 2017): هجوم مشترك لهيئة تحرير الشام وجيش الإسلام وأحرار الشام والجبهة الجنوبية يستولي على معظم حي المنشية في مدينة درعا.
- هجوم جنوب غرب درعا (فبراير 2017): سيطر تنظيم الدولة الإسلامية في العراق والشام على الأراضي التي تسيطر عليها المعارضة.
- هجوم درعا (يونيو 2017): سيطر الجيش السوري على حوالي 50% من مخيم درعا للاجئين.
- هجوم جنوب سوريا 2018: سيطر الجيش السوري على كل مدينة درعا ومنطقة محافظة درعا بأكملها.[1][2]